# Comuna Birkî, Kozeleț
Birkî (în ucraineană Бірки) este o comună în raionul Kozeleț, regiunea Cernihiv, Ucraina, formată din satele Birkî (reședința), Deșkî, Jukivșciîna, Kreni, Romankî și Samsonî.

## Demografie
Componența lingvistică a comunei Birkî
     Ucraineană (97,68%)
     Rusă (2,25%)
Conform recensământului din 2001, majoritatea populației comunei Birkî era vorbitoare de ucraineană (97,68%), existând în minoritate și vorbitori de rusă (2,25%).